# Sistema de soporte vital

Interacción entre los componentes del Sistema de Soporte Vital y Control del Ambiente de la ISS (ECLSS)

En el vuelo espacial humano, un sistema de soporte vital es un grupo de dispositivos que permiten a un ser humano sobrevivir en el espacio. La agencia espacial del gobierno estadounidense NASA y las compañías privadas de vuelos espaciales usan el término control ambiental y sistema de soporte de vida o el acrónimo ECLSS al describir estos sistemas para sus misiones humanas de vuelo espacial. El sistema de soporte vital puede suministrar aire, agua y alimentos. También debe mantener la temperatura corporal correcta, una presión aceptable sobre el cuerpo y tratar con los productos de desecho del cuerpo. También puede ser necesario blindar contra influencias externas nocivas tales como radiación y micrometeoritos. Los componentes del sistema de soporte de vida son críticos para la vida, y están diseñados y construidos usando técnicas de ingeniería de seguridad.

## Necesidades fisiológicas y metabólicas humanas
Un miembro de la tripulación de tamaño típico requiere aproximadamente 5 kg o 11,0231 libras (total) de alimentos, agua y oxígeno por día para realizar las actividades estándar en una misión espacial y produce una cantidad similar en forma de desechos sólidos, líquidos residuales y dióxido de carbono. La descomposición de masa de estos parámetros metabólicos es la siguiente: 0,84 kg de oxígeno, 0,62 kg de alimento y 3,52 kg de agua consumida, convertida a través de los procesos fisiológicos del cuerpo a 0,11 kg de residuos sólidos, 3,87 kg de residuos líquidos y 1,00 kg de dióxido de carbono producido. Estos niveles pueden variar debido al nivel de actividad, específico para la asignación de misión, pero se correlacionará con los principios de balance de masa. El uso real de agua durante las misiones espaciales suele ser el doble de los valores especificados, principalmente debido al uso no biológico (es decir, la limpieza personal). Además, el volumen y la variedad de productos de desecho varía con la duración de la misión para incluir el cabello, las uñas de los dedos, las escamas de la piel y otros desechos biológicos en misiones que exceden una semana de duración. Otras consideraciones ambientales como la radiación, la gravedad, el ruido, la vibración y la iluminación también influyen en la respuesta fisiológica humana en el espacio, aunque no con el efecto más inmediato que tienen los parámetros metabólicos.

## Atmósfera
Los sistemas de soporte de vida espacial mantienen atmósferas compuestas, como mínimo, de oxígeno, vapor de agua y dióxido de carbono. La presión parcial de cada gas componente aumenta la presión barométrica global.
Mediante la reducción o la omisión de diluyentes (componentes distintos del oxígeno, por ejemplo, nitrógeno y argón), la presión total puede reducirse a un mínimo de 21 kPa, la presión parcial de oxígeno en la atmósfera de la Tierra a nivel del mar. Esto puede aligerar las estructuras de las naves espaciales, reducir las fugas y simplificar el sistema de soporte de vida.
Sin embargo, la eliminación de los gases diluyentes aumenta sustancialmente los riesgos de incendio, especialmente en operaciones en tierra, cuando por razones estructurales la presión total de la cabina debe exceder la presión atmosférica externa; Véase Apolo 1. Además, la toxicidad del oxígeno se convierte en un factor a altas concentraciones de oxígeno. Por esta razón, la mayoría de las naves tripuladas modernas utilizan atmósferas convencionales de aire (nitrógeno / oxígeno) y usan oxígeno puro sólo en trajes de presión durante la actividad extravehicular donde la flexibilidad aceptable del traje requiere la presión de inflado más baja posible.

## Agua
El agua es consumida por los miembros de la tripulación para beber, actividades de limpieza, control térmico EVA y usos de emergencia. Debe ser almacenada, utilizada y recuperada (de las aguas residuales) de manera eficiente ya que no existen fuentes en el sitio para los ambientes alcanzados en el curso de la exploración del espacio humano. Las futuras misiones lunares pueden utilizar agua procedente de helados polares; Las misiones de Marte pueden utilizar el agua de la atmósfera o los depósitos de hielo.

## Alimentos
Los sistemas de soporte vital podrían incluir un sistema de cultivo de plantas que permita que los alimentos se cultiven dentro de los edificios y/o embarcaciones. Sin embargo, ningún sistema de este tipo ha volado en el espacio todavía. Tal sistema podría diseñarse de modo que reutilice la mayoría de los nutrientes (de lo contrario perdidos). Esto se hace, por ejemplo, mediante el compostaje de retretes que reintegran los residuos (excrementos) en el sistema, permitiendo que los nutrientes sean absorbidos por los cultivos alimentarios. El alimento procedente de los cultivos es entonces consumido de nuevo por los usuarios del sistema y el ciclo continúa.

## Detección y control de microbios
El proyecto LOCAD de la NASA (Lab on a chip Applications Development) está trabajando en sistemas para ayudar a detectar crecimientos de bacterias y hongos en naves espaciales usadas para vuelos espaciales de larga duración .